# Amir Coffey

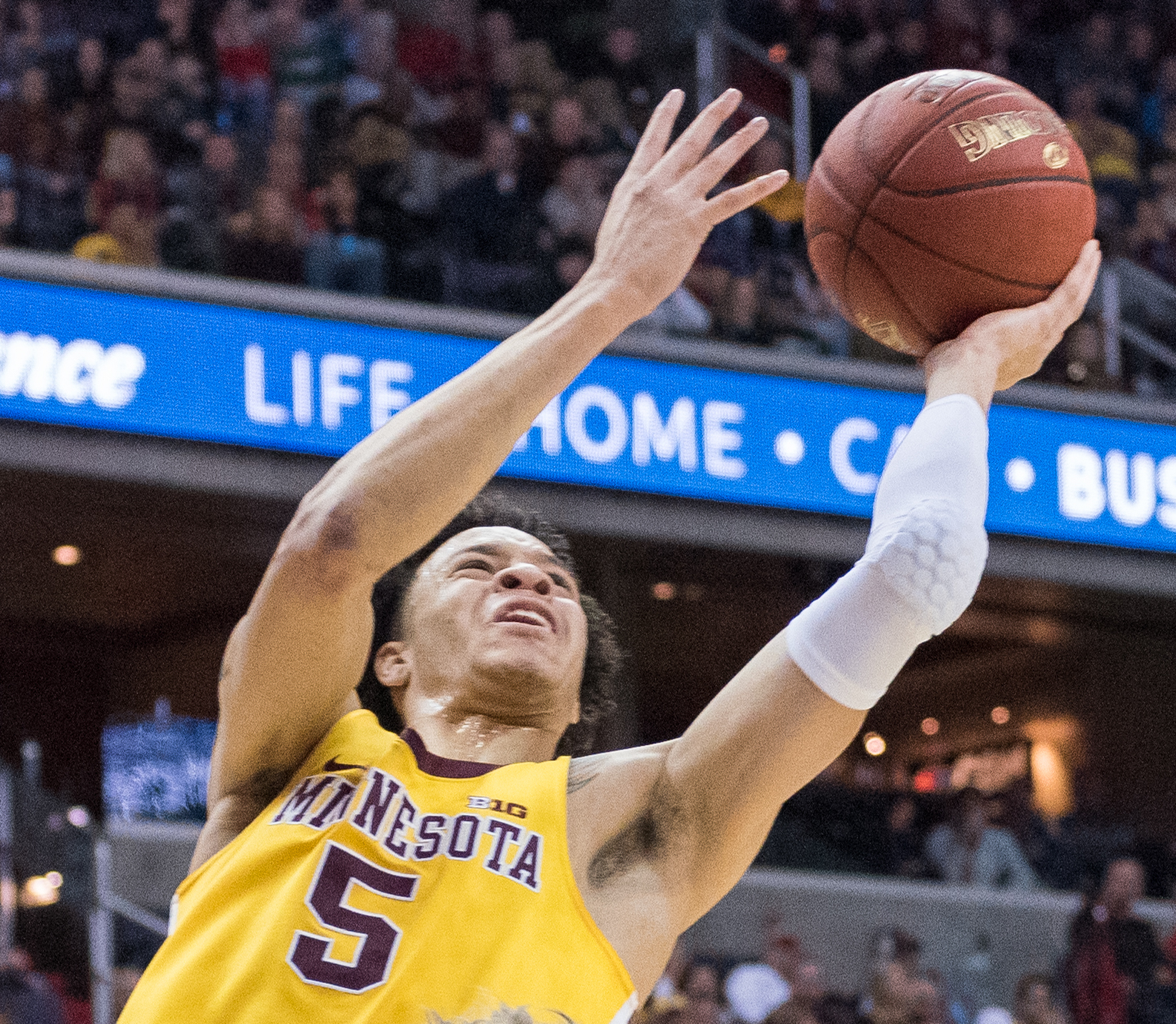
Amir Coffey, 2017.

Amir Coffey, född 17 juni 1997 i Hopkins i Minnesota, är en amerikansk professionell basketspelare (SG/SF) som spelar för Milwaukee Bucks i National Basketball Association (NBA). Han har tidigare spelat för Los Angeles Clippers.
Coffey blev aldrig NBA-draftad.
Innan han blev proffs studerade Coffey vid University of Minnesota och spelade för deras idrottsförening Minnesota Golden Gophers.
Han är son till Richard Coffey.